# Boxer Stadium
Le Boxer Stadium, également appelé Matthew J. Boxer Stadium, est un stade de football situé à San Francisco, en Californie. Situé dans Balboa Park, le stade peut accueillir jusqu'à 3 500 personnes. Il appartient au service des loisirs et des parcs de San Francisco, qui en assure la gestion. Il s'agit du seul stade public destiné au football à San Francisco. Le Boxer Stadium est le principal stade de la centenaire San Francisco Soccer Football League.